# Rad Racer
Rad Racer, originalmente lançado no Japão como Highway Star (ハイウェイスター, Haiuei Sutā), é um jogo de corrida desenvolvido e publicado pela Square para o Famicom em 1987. Neste jogo, o jogador controla uma Ferrari 328 ou uma máquina da F1 por uma pista de corrida. O jogo foi lançado para o Nintendo Entertainment System na América do Norte e Europa meses após sua estreia no Famicom. O jogo foi parte dos esforços da Square em fazer jogos em 3D, e foi seguido por vários outros jogos empregando a mesma tecnologia. O título vendeu mais de meio milhão de cópias, e é considerado um dos melhores jogos de corrida do NES, apesar de também ter sido criticado como uma derivação de outros jogos de corrida da época.

## Jogabilidade
O objetivo em Rad Racer é percorrer por uma pista e seus pontos de verificação antes que o tempo acabe. O jogador perde o controle do carro ao bater em uma placa de sinalização ou uma árvore, a qualquer velocidade. Carros atingidos por trás diminuem a velocidade, e carros atingidos pelo lado são empurrados. Acidentes consomem tempo e tornam mais difícil para o jogador alcançar o ponto de verificação. O jogo apresenta oito pistas diferentes de dificuldade crescente. Mesmo quando o tempo esgota, o veículo ainda pode continuar andando embalado; se o veículo atingir o ponto de verificação antes de perder todo o impulso, o jogo continua. Se o tempo acabar antes de o jogador chegar ao fim da pista, o jogo termina. Jogadores de Rad Racer podem ativar um modo 3D durante o jogo pressionando o botão "select" e vestindo óculos 3D. O jogo acompanha um par de óculos 3D que podem ser utilizados pelo jogador para dar a impressão de três dimensões (a Square havia incorporado anteriormente o uso de óculos 3D em 3-D WorldRunner).
No menu de seleção de veículo, o jogador conta com duas opções: uma Ferrari 328 ou uma máquina de corrida da F1, similar em aparência ao carro de Fórmula 1 Honda/Lotus 99T Camel. Embora oficialmente não exista diferença em desempenho entre a máquina de F1 e a Ferrari 328, isto ainda é questão de debate entre fãs. Ambos os carros atingem a velocidade máxima de 255 km/h (255 é o maior número inteiro representável dentro de 8 bits). No jogo, a função "turbo" pode ser ativada segurando o botão para cima para aumentar consideravelmente a velocidade do carro, e pode ser desativada a qualquer instante soltando o botão.

## Desenvolvimento
O jogo foi programado por Nasir Gebelli, projetado e supervisionado por Hironobu Sakaguchi, e teve sua música escrita por Nobuo Uematsu, todos os quais contribuíram posteriormente ao jogo Final Fantasy cumprindo funções similares. Em 1987, existiam poucos jogos para o NES, e Rad Racer foi visto como a resposta da Square ao Out Run, da Sega. No Japão, é um dos poucos títulos desenvolvidos para o sistema para uso com o periférico Famicom 3D System da Nintendo, para uma experiência 3D. O principal motivo para o desenvolvimento do jogo era que o proprietário da Square, Masafumi Miyamoto, queria demonstrar as técnicas de programação em 3D de Gebelli.
Em 1990, Square deu continuidade com uma sequência lançada exclusivamente em território norte-americano, chamada Rad Racer II, com poucas diferenças da primeira versão, e considerada por jogadores como inferior em jogabilidade; por causa disso, a sequência não teve tanto sucesso como a primeira versão.

## Recepção
Como um dos primeiros jogos de corrida do NES, Rad Racer foi recebido com críticas favoráveis e desfrutou de sucesso comercial; o jogo foi colocado em 8º na lista dos Top 30 da Nintendo Power. Ele foi criticado, no entanto, por sua similaridade extrema ao jogo Out Run, lançado um ano antes. No artigo "The History of Square" ("A História da Square"), a GameSpot declarou que "Rad Racer carregava consigo mais do que uma mera semelhança a Out Run", mas no final disse que era "mais do que apenas um clone" e reconheceu o jogo por "efetivamente traz[er] a sensação apropriada de velocidade." O artigo concluiu dizendo que Rad Racer "consegue ser um refinado jogo de corrida". De acordo com Sakaguchi, Rad Racer e The 3-D Battles of WorldRunner venderam "cerca de 500.000 cópias, o que foi muito bom."

## Legado
Apesar dos esforços da Square em fazer jogos únicos com recursos 3D como Rad Racer e 3-D WorldRunner, a empresa estava em perigo financeiro. Isto resultou em uma tentativa final que deu origem a Final Fantasy. As reações ao jogo se tornaram mais positivas com o tempo, e mais tarde Rad Racer ficaria na 57ª posição dentre os 100 melhores jogos para Nintendo Entertainment System, de acordo com a IGN.
Rad Racer foi sucedido por Rad Racer II em 1990 exclusivamente na América do Norte, também para o NES. A jogabilidade do sucessor era quase idêntica. O painel mostrava um indicador para qual direção a próxima curva iria seguir, permitindo que o jogador pudesse se antecipar. Além disso, a nova habilidade desta versão do "turbo", que imediatamente acelera o carro para 255 km/h, é ativada segurando o botão para baixo quando a corrida começa até que a contagem regressiva sonora termine. Um código secreto pode ser usado para "correr no escuro"; e, em vez de capotar, o carro do jogador gira fora de controle após uma batida.
O jogo aparece em uma cena do filme O Gênio do Video Game. No filme, Lucas Barton (rival de Jimmy) usa uma Power Glove para jogar pelo primeiro estágio do jogo, uma grande proeza considerando a falta de confiabilidade do controle. Rad Racer é o 11º jogo em que Uematsu trabalhou como compositor. Uma de suas músicas foi usada, com vocais adicionados, como a música tema de Stinkoman, a versão em animê do personagem Strong Bad em Homestar Runner. O grupo de electro-pop Work Drugs lançou uma música chamada "Rad Racer" em 2011, e o videoclipe mostra imagens do jogo Rad Racer II.